# Julius Jacob von Haynau
Julius Jakob Freiherr von Haynau (14 tháng 10 năm 1786 - 14 tháng 3 năm 1853) là một vị tướng người Áo đã trấn áp các phong trào nổi dậy ở Bán đảo Ý và Hungary vào năm 1848 và sau đó. Ông được đánh giá là một nhà lãnh đạo quân sự cực kỳ hiệu quả, ông cũng được biết đến như một chỉ huy hung hãn và tàn bạo. Những người lính của ông gọi ông là "Hổ Habsburg" (Habsburg Tiger); những đối thủ phải chịu đựng sự tàn bạo của ông đã gọi ông là "Linh cẩu của Brescia" và "Kẻ treo cổ của Arad".
Tướng Haynau là con ngoài giá thú của Tuyển đế hầu Wilhelm I xứ Hessen với người tình Rosa Dorothea Ritter, hai người có với nhau đến 8 người con.